# Главы Пятигорска
Глава города Пятигорска — высшее должностное лицо муниципального образования города-курорта Пятигорска, наделенным настоящим Уставом собственными полномочиями по решению вопросов местного значения.
Действующим главой города Пятигорска является Дмитрий Юрьевич Ворошилов.

## Список глав
| №     | Фото        | Имя (годы жизни)                                 | Начало полномочий | Окончание полномочий | Место рождения                                       |
| ----- | ----------- | ------------------------------------------------ | ----------------- | -------------------- | ---------------------------------------------------- |
| 1     |             | Юрий Викторович Васильев (род. 1 мая 1951)       | 1992              | 2003                 | Калинин, РСФСР, СССР                                 |
| 2     |             | Владимир Алексеевич Шестопалов (род. 1959)       | 2004              | 2006                 | Малгобек, Чечено-Ингушская АССР, РСФСР, СССР         |
| 3     |             | Павел Дмитриевич Минеев                          | 2006              | 2006                 |                                                      |
| 4     |             | Игорь Александрович Тарасов (род. 1970)          | 2006              | 2006                 | Нефтекумский район, Ставропольский край, РСФСР, СССР |
| 5     |             | Лев Николаевич Травнев (род. 9 декабря 1968)     | 20 октября 2006   | 21 октября 2017      | Кисловодск, Ставропольский край, РСФСР, СССР         |
| 6     |             | Андрей Валерьевич Скрипник (род. 29 января 1969) | 30 ноября 2017    | 16 апреля 2020       | Пятигорск, Ставропольский край, РСФСР, СССР          |
| и. о. |             | Лев Николаевич Травнев (род. 9 декабря 1968)     | 17 апреля         | 22 апреля 2020       | Кисловодск, Ставропольский край, РСФСР, СССР         |
| и. о. |             | Дмитрий Юрьевич Ворошилов (род. 26 марта 1966)   | 22 апреля         | 19 мая 2020          | Минеральные Воды, Ставропольский край, РСФСР, СССР   |
| 7     | 19 мая 2020 | Дмитрий Юрьевич Ворошилов (род. 26 марта 1966)   | н.в               |                      | Минеральные Воды, Ставропольский край, РСФСР, СССР   |